# Amilcar C6
La C6 è una vettura sportiva prodotta dal 1927 al 1931 dalla casa francese Amilcar.

## Storia e profilo
La storia sportiva della Amilcar negli anni venti era così riassumibile: le vetture erano leggere e competitive e riuscivano a farsi notare nelle competizioni, perché conquistavano ottimi risultati. Tuttavia, la "bestia nera" delle Amilcar era rappresentata dalle Salmson, vetture simili alle Amilcar, ma tecnicamente più dotate. Erano le uniche a poter battere regolarmente le Amilcar, grazie alla loro distribuzione ad assi a camme in testa, che garantiva loro una buona dose di potenza in più.
Alla Amilcar non stettero certo a guardare e nel 1927 introdussero una nuova vettura sportiva dotata di soluzioni tecniche analoghe a quelle delle Salmson: la C6.
La C6 era una vettura sportiva dalla linea filante e molto gradevole. Il suo telaio era in acciaio, strutturato in longheroni e traverse con sezione a U, che disponeva di adattamenti volti ad aumentarne la rigidità torsionale.
Ma le novità maggiormente di spicco montate sulla C6 furono in primo luogo la distribuzione a doppio asse a camme in testa, che andava a controllare il movimento delle valvole, due per cilindro. In secondo luogo, la C6 montava per la prima volta nella storia della Amilcar la sovralimentazione tramite compressore volumetrico.
Grazie a tali soluzioni tecniche, la C6 ricevette un consistente surplus di potenza, tale da risultare in alcuni casi oltre il doppio della potenza massima delle CGSS, che di lì a due anni avrebbero lasciato campo libero alla C6.
La velocità massima della C6 era di 165 km/h; in questo modo, la Amilcar riuscì finalmente a battere le Salmson, sfidandole ad armi pari anche dal punto di vista tecnico.
Durante il primo anno di produzione, la C6 fu affiancata dalla MC6 una sua evoluzione ancor più estrema, che arrivava a 110 CV di potenza massima e raggiungeva velocità massime di oltre 200 km/h.
La C6 fu prodotta in appena una quarantina di esemplari, fatto che oggigiorno rende la C6 una vettura molto ricercata dai collezionisti.
La C6 fu tolta di produzione nel 1931, ma la sua attività agonistica perdurò molto più a lungo, addirittura fino al 1949.

## Meccanica
La C6 propose soluzioni tecniche più moderne ed efficienti che non le sue antenate; in primo luogo si trattava della prima Amilcar con motore a 6 cilindri, nella fattispecie disposti in linea.
La cilindrata era di 1094 cm³ e l'alimentazione era affidata ad un carburatore Solex.
Tale motore aveva il basamento in ghisa e la testata in alluminio. Quest'ultima aveva camere di scoppio emisferiche. La distribuzione era a doppio asse a camme in testa, una soluzione che negli anni 1920 stava solamente cominciando a trovare consensi. Le valvole per cilindro erano due, anche se alcune vetture, specialmente da competizione, montavano già motori plurivalvole. La C6 è stata anche la prima Amilcar sovralimentata, in quanto montava un compressore volumetrico Roots a doppio rotore.
La potenza massima raggiungeva 62 CV, ma si stima che alcuni esemplari siano arrivati a 83 CV.
Per supportare tale potenza, enorme all'epoca per un motore da 1.1 litri, fu utilizzato un albero a gomiti a sette cuscinetti.
La trasmissione era studiata in modo da assorbire le grosse sollecitazioni meccaniche: l'albero motore passava all'interno di un tubo molto rigido e resistente alle torsioni. Il cambio era a manuale a 4 marce.
Le sospensioni erano ad assale rigido: l'avantreno era a balestre semiellittiche, mentre il retrotreno era a quarto di balestre ellittiche. Su entrambi gli assi venivano utilizzati ammortizzatori a frizione.
L'impianto frenante prevedeva tamburi sui due assi.